# Emma Duck
Emma Duck (* 9. Februar 1981) ist eine ehemalige britische Leichtathletin, die im Sprint und im Hürdenlauf an den Start ging.

## Sportliche Laufbahn
Erste internationale Erfahrungen sammelte Emma Duck im Jahr 2006, als sie bei den Hallenweltmeisterschaften in Moskau mit der britischen 4-mal-400-Meter-Staffel in 3:2970 min den sechsten Platz belegte. Im August schied sie bei den Europameisterschaften in Göteborg mit 58,03 s in der ersten Runde im 400-Meter-Hürdenlauf aus und gelangte mit der Staffel mit 3:28,17 min auf den vierten Platz. Im Jahr darauf schied sie bei den Halleneuropameisterschaften in Birmingham mit 53,02 s im Halbfinale im 400-Meter-Lauf aus und gewann mit der Staffel in 3:28,69 min gemeinsam mit Nicola Sanders, Kim Wall und Lee McConnell die Bronzemedaille hinter den Teams aus Belarus und Russland. 2008 beendete sie dann ihre aktive sportliche Karriere im Alter von 27 Jahren.

## Persönliche Bestleistungen
- 400 Meter: 52,84 s, 27. August 2006 in Manchester
  - 400 Meter (Halle): 52,62 s, 17. Februar 2007 in Birmingham
- 400 m Hürden: 55,70 s, 28. Juli 2006 in London